# 加藤完二
加藤 完二（かとう かんじ、1957年9月6日 - ）は、日本の指揮者。京都府出身。大阪音楽大学器楽科ヴァイオリン専攻卒業。

## 略歴
4歳よりヴァイオリンを習い尾島綾子に師事する。高校生のときにフォークソンググループを創設して第12回ポピュラーソングコンテストに参加している。また亜雲土(あうんど)というグループのフィドラーとして第7回世界歌謡祭に参加した経歴を持つ。大阪音楽大学器楽科バイオリン部門を専攻し、3年生時より本格的にクラシックに集中。それまで行っていたポピュラー音楽の演奏から遠ざった。この頃に辻井清幸の勧めで指揮者の勉強を始めた。大阪音楽大学のオーケストラでオペラを指揮して以後、地方オーケストラやオペラで指揮をする機会を持つ。関西二期会や関西歌劇団では、朝比奈隆、岩城宏之、小泉和裕氏らのアシスタントを勤めた時期もあった。1990年、「伊丹シティフィルハーモーニー管弦楽団」の初代常任指揮者に就任する。「伊丹シティフィルハーモーニー管弦楽団」は、アマチュアとプロ合同のオーケストラで伊丹アイフォニックホール専属。2004年、「佐渡裕とスーパーキッズオーケストラ」の首席指揮者に就任。子供向けのコンサートのために、小規模アンサンブルを「あんさんぶる・ぱっくぼ～(客船)」と題して組織し、自らも指揮兼バイオリン演奏を行い｢完二船長｣としてアンサンブルを率いている。
京都市少年合唱団音楽監督や伊丹市民オペラ実行委員会会長、大阪音楽大学非常勤講師、同志社女子大学非常勤講師も務める。2022年現在、引き続き伊丹シティフィルハーモーニー管弦楽団の常任指揮者を務める。また2020年より、一般社団法人アマービレフィルハーモニー管弦楽団の正指揮者を務めている。

## 受賞歴
- 「第2回　ディヌ・ニクレスク　国際指揮者コンクール（ルーマニア）」入賞および審査員特別賞[1]
- 兵庫県新進芸術家奨励賞、伊丹市芸術家協会新人賞[1]

## ラジオ番組
- 1999年より2003年まで、伊丹コミュニティ放送において「加藤完二のお気楽ラシック」(月-金12：50-13：00)でパーソナリティーを受け持つ[1]。